# Limnephilus minos
Limnephilus minos là một loài Trichoptera trong họ Limnephilidae. Chúng phân bố ở miền Cổ bắc.